# Donkey Kong Bananza
Donkey Kong Bananza (ドンキーコング バナンザ, Donkī Kongu Bananza) est un jeu vidéo de plateformes développé par Nintendo EDP Tokyo et édité par Nintendo . Il est sorti mondialement le 17 juillet 2025 sur Nintendo Switch 2. Il s'agit du premier jeu Donkey Kong en 3D depuis Donkey Kong 64, sorti en 1999 sur Nintendo 64.

## Synopsis
La découverte de cristaux de banandium (bananes en cristal qui peuvent être de couleur jaunes, dorées ou orangées) sur l'île Lingot suscitent la convoitise de Donkey Kong, nommé DK dans le jeu. Débarquant sur l'île pour trouver ces fameux cristaux, une immense tempête éclate et fait chuter le gorille dans les profondeurs de la planète. Cette catastrophe est l'œuvre de la Void Corporation (VoidCo), composée de Void Kong, le chef de la bande, Grumpy Kong, qui fabrique des soldats généralement employés pour ralentir DK, et Poppy Kong, qui étudie le cristal de banandium. DK se met à leur recherche dans les souterrains,.
Il déterre ensuite une Drôle de Pierre estampillée VoidCo, qui lui en sera reconnaissante et l'aidera dans la suite de l'aventure. Par la suite, DK frappera dans ses mains, ce qui aura pour effet d'éclater la Drôle de Pierre et de libérer Pauline piégée à l'intérieur. Jeune chanteuse de talent emprisonnée par la VoidCo dans la Drôle de Pierre, elle prêtera main-forte à DK. On apprend par la suite qu'un vœu pourrait être accordé à celui qui arrive au centre de la Terre. Une course s'engage alors entre la VoidCo et le duo DK-Pauline pour y arriver le plus vite possible.

## Système de jeu
Donkey Kong Bananza est un jeu de plateformes en 3D. Le joueur contrôle Donkey Kong à travers les strates du sol de la planète jusqu'à atterrir en son cœur. À la fin de chaque strate, un boss est affronté et libère le passage vers la prochaine strate.
Donkey Kong peut effectuer diverses actions :
- se déplacer ;
- déplacer la caméra ;
- sauter pour gagner en hauteur ;
- interagir avec l'environnement (parler aux PNJs, dormir dans un lit, etc.) ;
- passer les cinématiques ;
- ouvrir divers menus ;
- ouvrir le mode photo ;
- déclencher le Bananza ;
- changer le Bananza en cours d'utilisation ou même lorsqu'on ne l'utilise pas ;
- effectuer un plus grand saut pour aller plus loin et plus haut ;
- donner des coups de poings pour détruire le terrain dans n'importe quelle direction (à noter que les surfaces plus solides nécessitent plusieurs coups et il existe même des matériaux incassables par exemple le métal) ;
- effectuer un coup de poing en plongée ;
- arracher des blocs du terrain pour les lancer sur ses ennemis ou pour frapper et détruire le sol ;
- claquer avec ses mains pour récupérer certains objets à distance ou pour utiliser le sonar, qui permet de déceler certains objets cachés dans le terrain et en révéler la position à DK ;
- rouler sur lui-même pour accélérer et envoyer valser des objets légers ;
- surfer sur un bloc auparavant arraché pour aller encore plus vite et pouvoir se déplacer sur toutes les surfaces hormis l'eau, car il faut débloquer une compétence pour surfer sur l'eau, sinon DK tombe du matériau sur lequel il surfe s'il rentre en contact avec l'eau ;
- sauter sur un bloc préalablement arraché pour sauter à nouveau en plein saut ;
- faire de la musique pouvant briser des sceaux incassables à main nue ou montrer le chemin pour avancer dans l'histoire ou l'emplacement de fossiles ou de bananes si le joueur a obtenu des cartes d'emplacement de ces objets ;
- effectuer une claque chargée ayant pour effet de disperser les petits blocs au sol.

Donkey Kong peut aussi utiliser les pouvoirs Bananza pour se transformer en Bananza Kong, Bananza zèbre, Bananza Autruche, Bananza Éléphant ou Bananza Serpent, ayant divers pouvoirs spécifiques débloqués de base ou pouvant se débloquer au cours du jeu avec diverses compétences.
De plus le jeu possède plusieurs systèmes de collectibles :
- les cristaux de banandium, permettant de débloquer un point de compétence tous les cinq cristaux obtenus. Ils peuvent être récupérés en achetant des bananes à un Trocton ou en détruisant une banane se trouvant dans le terrain ;
- les points de compétences, permettant de débloquer puis d'augmenter les compétences de DK. Ils se débloquent tous les cinq cristaux de banandium récoltés ;
- les fossiles, permettant d'acheter des tenues à des PNJs nommés Stylistes. Ils peuvent être obtenus en trouvant puis détruisant les fossiles que l'on trouve dans les strates ;
- les tenues, permettant d'augmenter les statistiques de DK et Pauline. Elles peuvent être obtenues à l'achat chez la Styliste ou en utilisant un amiibo lors d'une discussion avec un PNJ précis ;
- les CD, permettant de changer la musique de fond que l'on entend dans les refuges. Ils peuvent être lâchés comme butin par les monstres lorsqu'on les élimine ;
- les rondelles de banandium, permettant de troquer cette ressource ainsi qu'un peu d'or contre des bananes à des PNJs nommés Troctons. Elles peuvent être trouvées en détruisant des caisses ou le terrain, ou en éliminant des monstres ;
- l'or, permettant d'acheter divers objets ou d'interagir avec des PNJs. Il peut être obtenu de diverses manières par exemple en cassant le terrain et en tombant sur un filon ou dans des coffres ou même encore en éliminant des monstres.

Le jeu permet aussi un mode deux joueurs directement accessible depuis le menu de pause et permettant au deuxième joueur d'incarner Pauline et ainsi pouvoir copier des matériaux puis détruire le terrain ou les monstres en tirant sous forme de missiles vocaux, des composés de la matière copiée avec le même système de tir que DK.
A noter que l'on peut restaurer le terrain en appuyant sur + lorsqu'on ouvre la carte, ce qui a pour effet de téléporter DK au dernier point de téléportation qu'il a utilisé et d'annuler toutes les actions qu'il a pu faire sur son environnement dans la strate ou il se trouve.
Il y a aussi diverses sortes de PNJs endémiques à chaque strate mais une espèce qui interagira plus avec DK est nommée les Fractons : créatures de multiples formes faites d'un matériau nommé fractonium, elles peuvent se faire détruire par DK mais se reformer, ce qui empêche de les tuer. Il en existe différentes formes :
- Fracton : ayant plusieurs formes endémiques à chaque strate, il ne sert pas souvent à quelque chose mais peut donner des indications sur la présence de bananes cachées ou des astuces pour passer certains obstacles ;
- Architecton : permettent de construire des refuges contre de l'or ;
- Trocton : permettent d'échanger des rondelles de banandium et de l'or contre des bananes ;
- Styliste : permettent d'échanger des fossiles contre des tenues ;
- Quincaillier : permettent d'échanger de l'or contre divers consommables ;
- Constructon : permettent de construire ou de détruire diverses choses contre de l'or ;
- Majordome : permettent de reproduire les Stylistes, les Quincaillers ou les Troctons d'une strate lorsque vous avez construit au moins deux refuges dans cette strate ;
- Fragmenton : Fracton ayant perdu trois de ses bouts qui se trouvent généralement dans les environs et que l'on peut lui ramener en échange de deux bananes (une au premier fragment rendu puis une deuxième après les deux autres) ;
- Quizton : Fracton te donnant une banane si tu réponds juste à son quiz de trois questions à choix multiples ;
- Statistiton : donne une banane à DK s'il a réalisé un certain objectif de destruction dans cette strate ;
- Pouston : Arbre doré qui pousse si DK lui donne de l'or (environ 3000 pour le faire pousser jusqu'au bout) et qui donne jusqu'à trois bananes ;
- Narraton : Fracton légendaire qui est parti à la découverte du monde souterrain, en laissant derrière lui des stèles racontant son parcours (les seules stèles à avoir une écriture multicolore), un peu à la manière de Gol D. Roger dans le manga One Piece.

Il existe néanmoins d'autre PNJs notables, tels que Cranky Kong, venu aider DK dans sa quête en lui fournissant une banane à chaque fois qu'il l'écoute parler dans chaque strate, accompagné de son éléphant Rumbi ; ou encore les doyens, permettant de débloquer les bananzas, de les améliorer si on retourne leur parler une fois le jeu fini, ou même encore supprimer toutes les compétences de DK pour lui permettre de redistribuer tout ses points ; sans oublier les membres de la VoidCo, qui ont pour but de prendre le contrôle du monde grâce au vœu que l'on peut formuler lorsque l'on arrive au cœur de la planète, ce qu'il font en traversant les strates avec une machine qui creuse le sol même s'il est fait en matériau normalement incassable mais qui demande énormément de cristaux de banandium pour fonctionner.

## Développement
Donkey Kong Bananza est réalisé par Kazuya Takahashi, recruté par Nintendo en 2020 et expérimenté dans la conception de jeux en monde ouvert. Kenta Motokura, réalisateur de Super Mario Odyssey et dont les crédits incluent également Super Mario Sunshine, Pikmin et Super Mario Galaxy, figure parmi les producteurs du jeu. D'après Takahashi, les équipes de développement d'Odyssey et Bananza comptent beaucoup de membres en commun, ce qui explique leurs similarités narratives. Le nombre exact de développeurs ayant travaillé à la fois sur l'un et l'autre n'a pas été dévoilé,.
L'apparence de plusieurs personnages est revue. C'est notamment le cas pour le personnage principal, Donkey Kong, qui s'éloigne du « design Rare » inauguré dans Donkey Kong Country. D'après Shigeru Miyamoto, créateur du personnage, sa présence dans Super Mario Bros., le film a poussé les équipes à trouver un moyen de le rendre plus expressif. Pauline, également présente dans Super Mario Odyssey, apparaît quant à elle sous les traits d'une jeune fille de 13 ans.
Dans une interview accordée à IGN, Takahashi a révélé que Donkey Kong Bananza était initialement entré en développement pour la Nintendo Switch. Alors qu'ils expérimentaient les voxels et réfléchissaient à leurs possibles cas d'utilisation, les développeurs ont eu connaissance de la Nintendo Switch 2 et ont finalement conclu que la future console serait la meilleure option pour mettre en œuvre les idées et la technologie propres au jeu. Désignant comme « continuité de la destruction » l'un des concepts clés de Donkey Kong Bananza, au travers duquel les joueurs progresseront en détruisant des éléments de décor, Takahashi explique que « c'était quelque chose que nous pouvions approfondir […] sur Nintendo Switch 2 » et que la nouvelle console leur a « permis de créer une grande variété de matériaux et des changements dans l'environnement à très grande échelle », visant à ce que le joueur puisse se demander et se surprendre en découvrant si telle ou telle partie du décor peut être détruite. Il ajoute que la fonctionnalité de souris proposée par les Joy-Con 2, mise à profit dans le mode coopératif du jeu pour qu'un deuxième joueur contrôle les explosions vocales de Pauline, a également joué en faveur de la Nintendo Switch 2,.
Donkey Kong Bananza est annoncé lors du Nintendo Direct de présentation de la Nintendo Switch 2, le 2 avril 2025. Sa date de sortie, fixée au 17 juillet 2025, en fait l'un des tout premiers titres de la console,. Un Nintendo Direct intégralement consacré au jeu est diffusé le 18 juin 2025.
Ce jeu signe également le retour d'un personnage absent de la série Donkey Kong depuis la sortie de Donkey Kong: Jungle Climber qui est paru 18 ans avant celle de Donkey Kong Bananza, King K. Rool, l'ennemi juré de Donkey Kong dont sa seule réapparition après une longue absence était dans le jeu Super Smash Bros. Ultimate, qui revient en tant que boss final caché et qu'il faudra vaincre en plusieurs phases dont la dernière se déroulant à New Donk City, la ville phare de Super Mario Odyssey où il faudra le vaincre dans un ring de boxe comme lors du combat final de Donkey Kong 64.

## Accueil

### Critique
Le jeu est très bien reçu par la critique, devenant même le cinquième jeu de 2025 a dépasser le score de 90 sur Metacritic et une note moyenne selon la presse papier et numérique de 17,6/20 .

### Public
Le jeu s'est vendu à 170 000 exemplaires pour son lancement au Japon selon divers médias [réf. nécessaire], se classant deuxième derrière Mario Kart World (135 000 exemplaires) 

## Autres

### Place dans la chronologie
Chronologiquement, le jeu se déroule plusieurs années avant Super Mario Odyssey, sorti sur Nintendo Switch en 2017, car Pauline apparait sous une forme d'enfant et affirme être originaire de New Donk City, où elle apparaît comme adulte dans Super Mario Odyssey.